# Dubai Cup
Dubai Cup znany również jako Mohammed bin Rashid International Football Championship – międzynarodowy towarzyski klubowy turniej piłkarski rozgrywany w latach 2007-2008 w mieście Dubaj (Zjednoczone Emiraty Arabskie)  i organizowany przez Mohammeda bin Rashid Al Maktouma - wiceprezydenta i premier ministra ZEA oraz emira Dubaju. W turnieju mogli występować: "tylko kluby, które są na czele lub byli zwycięzcy akredytowanych mistrzostw kraju i międzynarodowych turniejów i są poważane na świecie za swoje osiągnięcia". Każda edycja turnieju składała się z dwóch meczów półfinałowych oraz meczu o 3. miejsce i finału.

## Finały
| Edycja | Rok  | Finał            | Finał        | Finał          | Trzecie miejsce  | Trzecie miejsce | Trzecie miejsce    |
| Edycja | Rok  | Zwycięzca        | Wynik        | Finalista      | 3. miejsce       | Wynik           | 4. miejsce         |
| ------ | ---- | ---------------- | ------------ | -------------- | ---------------- | --------------- | ------------------ |
| I      | 2007 | SL Benfica       | 0:0 (k. 5:4) | S.S. Lazio     | Bayern Monachium | 4:3             | Olympique Marsylia |
| II     | 2008 | SC Internacional | 2:1          | Inter Mediolan | VfB Stuttgart    | 1:0             | AFC Ajax           |

## Statystyki
| Lp.  | Klub             | Zdobywca | Finalista | Lata triumfów |
| ---- | ---------------- | -------- | --------- | ------------- |
| 1-2. | SL Benfica       | 1        | 0         | 2007          |
|      | SC Internacional | 1        | 0         | 2008          |
| 3-4. | S.S. Lazio       | 0        | 1         |               |
|      | Inter Mediolan   | 0        | 1         |               |